# Área Marinha Protegida Comunitária das Ilhas de Urok

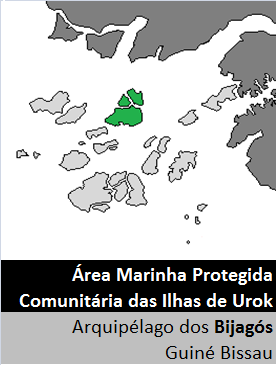
Localização da A.M.P.C. Uruk dentro do Árquipélago dos Bijagós

A Área Marinha Protegida Comunitária das Ilhas de Urok situa-se na Guiné-Bissau, no arquipélago dos Bijagós, Região de Bolama. Compreende as ilhas de Formosa, Nago e Chediã (ou ilha de Maio) e alguns ilhéus (Quai, Ratum, Acoco). Tem uma superficie de 545 km² dos quais 147 km² de meios terrestres, 66 km² de mangal, 203 km² de zonas intertidais vasosas e 8 km² de canais profundos.

## Localização
Situado a  11°28'05.0"N 15°56'11.9"W

## Gestão
Criado em 20 de Abril de 2005 e gerido pela Assembleia Geral Urok, que reúne delegados das 3 ilhas ,Autoridades Administrativas locais e instituições Governamentais e Não Governamentais .

## Classificações do Parque
Faz parte da Rede das Áreas Marinhas Protegidas da África Ocidental, RAMPAO.

## Flora
Na área protegida comunitária existe Mangal (Avicennia germinans, Rhizophora racemosa, Rhizophora mangle, Rhizophora harrisonii, Laguncularia racemosa e Conocarpus erectus) e Palmar (Elaeïs guineensis). As árvores existentes são a Tagara, Pau-bicho, Farroba de Lala, Pau-carvão e o Poilão. O arbusto principal é a Malagueta-preta. Cultiva-se o arroz, feijão, mancara bijagó, mandioca e o inhame.

## Fauna
Na área protegida comunitária existem populações de Manatins ,Pelicanos, Flamingos cor-de-rosa ,Garças ,Gaivinas , Tartarugas Verdes, Abutre-das-palmeiras, golfinhos (Tursiops trucatus) e conchas (Combés-Anadara senilis).

## População Humana
Com uma população de 3.080 habitantes repartidos por 33 aldeias/tabancas.